# Bela (Ajdovščina)
Bela é um assentamento localizado no município de Ajdovščina na Eslovênia. Possuía uma população estimada de 35 habitantes em 2020.